# Blarina
Blarina (Gray, 1837) è un genere di toporagni della famiglia dei Soricidi.

## Descrizione

### Dimensioni
Al genere Blarina appartengono toporagni di piccole e medie dimensioni, con lunghezza della testa e del corpo tra 75 e 105 mm, la lunghezza della coda tra 17 e 30 mm e un peso fino a 30 g.

### Caratteristiche craniche e dentarie
Il cranio è robusto, con creste e processi ben sviluppati. Le punte dei denti sono colorate di castano, ci sono cinque denti superiori unicuspidati.
Sono caratterizzati dalla seguente formula dentaria:

### Aspetto
Il corpo è più robusto rispetto agli altri toporagni. La pelliccia è corta, soffice e vellutata. Le parti dorsali variano generalmente dal grigio ardesia al nerastro, mentre quelle ventrali sono più chiare. In estate la muta tende ad essere più chiara. Il muso è relativamente lungo ed appuntito, gli occhi sono piccoli. Le orecchie sono poco sviluppate e nascoste nella pelliccia. Le zampe hanno cinque dita e quelle anteriori sono relativamente più lunghe e larghe, adattamento ad una vita semi-fossoria. La coda è corta circa un quinto della lunghezza della testa e del corpo ed è ricoperta densamente di piccoli peli. Le femmine hanno tre paia di mammelle. Sono presenti delle ghiandole sotto la mascella che secernono una sostanza velenosa durante il morso, la quale colpisce il sistema nervoso della preda. Nell'uomo può produrre dolore per diversi giorni. La funzione di tale veleno è evidentemente quella di immobilizzare gli insetti per poterli poi consumare successivamente.

## Distribuzione
Il genere è diffuso nel Canada e negli Stati Uniti d'America centrali ed orientali.

## Tassonomia
Il genere comprende 4 specie.
- Blarina brevicauda
- Blarina carolinensis
- Blarina hylophaga
- Blarina peninsulae